# Gary Ackerman
 (juillet 2024).
Si vous disposez d'ouvrages ou d'articles de référence ou si vous connaissez des sites web de qualité traitant du thème abordé ici, merci de compléter l'article en donnant les références utiles à sa vérifiabilité et en les liant à la section « Notes et références ».
Gary Leonard Ackerman, né le 19 novembre 1942 à Brooklyn, est un homme politique américain, ancien représentant américain de New York, en poste de 1983 à 2013. 
Il est membre du Parti démocrate. Le 15 mars 2012, Ackerman annonce qu'il prendra sa retraite à la fin de la 112e législature du Congrès le 3 janvier 2013, après quinze mandats, et qu'il ne cherchera pas à être réélu en novembre 2012.

## Biographie

### Jeunesse, formation et début de carrière
Gary Leonard Ackerman naît le 19 novembre 1942 à Brooklyn. Il est le fils d'Eva (née Barnett) et de Max Ackerman. Ses grands-parents sont des immigrants juifs de Russie et de Pologne. Il grandit à Flushing, dans le Queens. Il fréquente les écoles publiques locales, le Brooklyn Technical High School et est diplômé du Queens College en 1965. Après l'université, Gary Ackerman devient professeur à l'école de la ville de New York où il enseigne les études sociales, les mathématiques et le journalisme aux élèves du premier cycle du secondaire du Queens.
Après la naissance de son premier enfant en 1969, Gary Ackerman demande au Conseil de l'éducation de la ville de New York un congé sans solde pour passer du temps avec sa fille nouveau-née, mais sa demande est refusée, en vertu de la politique en vigueur à l'époque qui réserve les allocations de maternité et d'enfant non rémunérés aux femmes seulement. Dans ce qui doit être un précurseur de la loi sur les congés familiaux et médicaux de 1993, Gary Ackerman, alors enseignant, poursuit avec succès le conseil scolaire dans une affaire historique qui établit le droit de l'un ou l'autre des parents à bénéficier d'un congé sans solde pour s'occuper de leurs enfants. Un quart de siècle plus tard, Gary Ackerman, désormais membre du Congrès, membre de la Commission de la Conférence Chambre-Sénat, signe le rapport sur la loi sur les congés familiaux et médicaux, qui entre dans la législation américaine.
Le deuxième changement de carrière de Gary Ackerman a lieu en 1970, lorsqu'il quitte l'enseignement pour créer un hebdomadaire communautaire dans Queens, appelé The Flushing Tribune, qui devient rapidement le Queens Tribune. Gary Ackerman en est le rédacteur et l'éditeur.

### Élection comme sénateur de New York
Gary Ackerman est membre du Sénat de l'État de New York de 1979 à 1983, siégeant dans les 183e, 184e et 185e législatures.

### Mandat à la Chambre des représentants des États-Unis

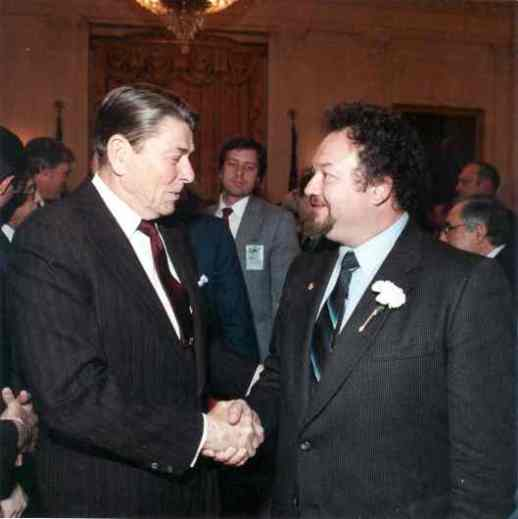
Gary Ackerman avec le président Ronald Reagan en 1985

#### Élection et réélections
Le député démocrate sortant Benjamin Rosenthal meurt le 4 janvier 1983. Gary Ackerman remporte les élections spéciales avec une majorité de 49 %. En 1984, il est réélu pour un mandat complet avec 69 % des voix. En 1986, il est réélu avec 77 % des voix et ne rencontre aucune opposition en 1988 et 1990. Après le redécoupage, il se présente dans le 5e district du Congrès de New York. Il remporte la primaire démocrate avec 60 % des suffrages et les élections générales avec 52 %, contre le candidat républicain du comté, Allan E. Binder. En 1994, il est réélu avec 55 % des voix. À partir de là, il est réélu avec au moins 63 % des voix.
Le 15 mars 2012, Ackerman annonce qu'il prendra sa retraite à la fin du 112e Congrès le 3 janvier 2013, après quinze mandats, et qu'il ne cherchera pas à être réélu en novembre 2012.

#### Mandat
Durant son mandat, Gary Ackerman est le délégué du Congrès auprès des Nations unies.[Quand ?]. En outre, il est le démocrate de premier plan au sein du caucus du Congrès sur l'Inde et les Américains d'origine indienne[Quand ?]. En 2002, il reçoit la troisième plus haute distinction civile indienne, le Padma Bhushan, pour sa contribution en tant que membre du groupe indien au Congrès.
Il est l'un des 22 membres du Congrès et l'un des deux représentants démocrates de New York à voter contre une résolution appelant à la protection des symboles et des traditions de Noël. La résolution, qui ne comporte pas de dispositions protégeant les symboles d'autres fêtes religieuses, est adoptée par la Chambre par 401 voix contre 22 en décembre 2005. En avril 2003, la Ligue catholique pour les droits religieux et civils attaque Gary Ackerman pour avoir voté contre une résolution non contraignante qui aurait déclaré une journée de prière en reconnaissance de la guerre américaine en Irak.
Ackerman reçoit un « A » sur le tableau de bord du Congrès 2005 du Drum Major Institute sur les questions de classe moyenne. Il est également membre du Cuba Democracy Caucus et est actuellement à la tête du Conseil international des parlementaires juifs (CIJP).
Il manque le vote à 80 reprises sur diverses questions, notamment la loi sur la protection des retraites, la loi sur la réconciliation et l'extension des allégements fiscaux et le respect des contributions des écoles catholiques.
En juin 2001, Gary Ackerman honore le roi Christian X du Danemark pour avoir porté un brassard jaune pendant la Seconde Guerre mondiale en soutien aux Juifs danois à qui l'occupation nazie a ordonné de porter l'étoile jaune. Cependant, les Juifs du Danemark n'ont jamais été obligés de porter un brassard et l'histoire n'est qu'une légende.

## Prises de positions et actions politiques

### Sur la santé
Parmi les engagements législatifs importants de Gary Ackerman figure l'adoption de son amendement sur le Baby SIDA au Ryan White Care Act. Cette mesure exige le dépistage obligatoire du VIH chez les nouveau-nés et la présentation des résultats à la mère.
Il défend la question du dépistage du VIH chez les nouveau-nés après avoir découvert que 45 États, dont New York, testent les bébés pour le VIH, mais utilisent les données uniquement pour suivre la prévalence de la maladie dans la population et ne divulguent pas les résultats aux mères. En conséquence, des milliers de mères ramènent leurs nourrissons de l’hôpital à la maison, sans jamais savoir que leurs enfants ont été testés positifs au VIH. Ackerman empêche le rétablissement des tests anonymes dans les années qui suivent.
Gary Ackerman remporte également une victoire dans ses efforts visant à interdire la vente d’animaux abattus pour raisons sanitaires comme viande dans les supermarchés, les restaurants et les boucheries. Pendant une décennie, il avertit que l’utilisation de ce type de bétail constitue non seulement un traitement inhumain des animaux, mais risque également de provoquer le syndrome de la vache folle aux États-Unis. Son projet de loi n'est pas considéré jusqu’en décembre 2003, lorsque son avertissement devient réalité et que l'administration Bush — qui s'est opposée au projet de loi — impose finalement son interdiction par le biais d’une réglementation.
Il parvient également à convaincre Medicare de couvrir les tests de dépistage du cancer de la prostate .
En outre, Gary Ackerman parraine la première loi fédérale interdisant l'utilisation de téléphones mobiles au volant d'un véhicule.

### Sur la finance
Un projet porté par Ackerman est inscrit dans la loi, exigeant que les banques et les sociétés financières informent les consommateurs lorsque des informations négatives sont placées dans leurs dossiers de crédit. Il parraine aussi un projet de loi qui, à la suite des scandales Enron, WorldCom et d'autres entreprises, interdit aux cabinets comptables de consulter les sociétés qu'ils auditent.
Le 3 octobre 2008, Gary Ackerman vote en faveur du Troubled Asset Relief Program.
Le 8 janvier 2009, il présente un projet de loi ordonnant à la Securities and Exchange Commission (SEC) de rétablir la règle de hausse, limitant les circonstances dans lesquelles les traders peuvent vendre des actions à découvert.
Le 4 février 2009, Ackerman critique les responsables de la SEC pour la façon dont ils ont traité les informations qui leur ont été données concernant le scandale Bernard Madoff. Il croit refléter l'opinion du public en disant : « Comment sont-ils censés avoir l'assurance que si quelqu'un vous adresse une plainte, vous la remet sur un plateau d'argent avec toutes les enquêtes, avec tous les chiffres, avec tous les des données, vous disant exactement ce qu'il a fait, comment il l'a fait, pourquoi il l'a fait et comment il le sait - et après une demi-douzaine ou huit ans, vous ne savez plus rien ? »

### Politique étrangère et terrorisme

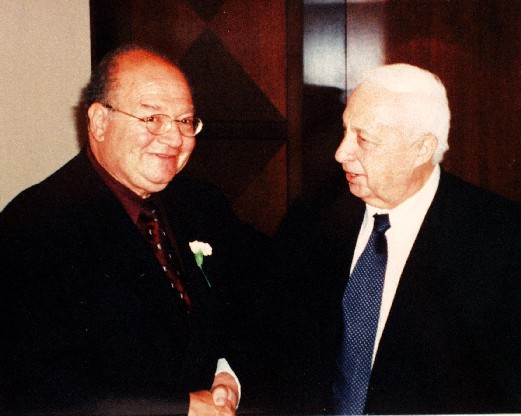
Gary Ackerman avec le Premier ministre israélien Ariel Sharon en 2001

Le 10 octobre 2002, Gary Ackerman fait partie des 81 députés démocrates qui votent en faveur de l'invasion de l'Irak. Il convainc également le ministère de la Défense de cesser d'imposer les salaires des soldats américains servant en Irak. Bien que les troupes qui servent dans les zones de combat ne soient pas tenues de payer des impôts fédéraux, de nombreux soldats n’ont pas droit à cette exemption.
En sa qualité de président du sous-comité Asie, Ackerman entre dans l’histoire dans les années 1990 en se rendant en Corée du Nord pour discuter de la non-prolifération des armes nucléaires. À son retour en Corée du Sud, il devient la première personne depuis la guerre de Corée à traverser la DMZ (zone démilitarisée).
Il propose également une mesure, qui est adoptée, empêchant les criminels de guerre et les auteurs de violations des droits de l'homme qui ont perpétré génocide, des actes de torture, de terrorisme ou d'autres crimes d'entrer aux États-Unis et expulsant ceux qui s'y sont installés précédemment.
Il convainc le gouvernement allemand de rassembler un millions de dollars pour indemniser 18 000 survivants de l'Holocauste et pour enquêter afin de savoir si les 3 300 anciens soldats nazis vivant actuellement aux États-Unis et percevant des pensions allemandes sont des criminels de guerre.[réf. nécessaire]
Gary Ackerman est également connu pour ses nombreuses missions visant à fournir de l'aide alimentaire aux populations souffrant de la famine en Éthiopie et au Soudan, et pour avoir joué un rôle de premier plan dans le sauvetage des Juifs éthiopiens et dans leur aide à l’émigration vers Israël. Actif dans le processus de paix au Moyen-Orient, Ackerman rencontre les Premiers ministres israéliens actuels et passés ainsi que les dirigeants de tous les pays arabes dans le but de contribuer à garantir la paix dans la région. Il se rend également dans le Cachemire, subissant des températures hivernales glaciales, pour tenter d'obtenir la libération de quatre otages occidentaux.
En janvier 2011, il critique les organisations juives, notamment Jewish Voice for Peace et J Street, pour leur point de vue sur les actions à entreprendre pour une paix durable au Moyen-Orient. Le 12 janvier 2009, Ackerman admet avoir organisé une visite entre des responsables israéliens et un entrepreneur du secteur de la défense au moment même où il investissait dans son entreprise. Bien que la visite n'ait abouti à aucun accord officiel entre les parties, il est critiqué pour un supposé manque d'éthique.
Gary Ackerman parvient également à faire adopter son projet de loi créant le timbre-poste « Héros », dont les revenus issus de la vente sont destinés aux familles des secouristes tués ou handicapés à vie lors des attentats du 11 septembre. Le timbre est calqué sur une photographie intitulée Raising the Flag at Ground Zero (en). En outre, le représentant fait pression sur les responsables fédéraux de la sécurité — en pensant aux attentats du 11 septembre 2001 — pour qu'ils emploient des agents des forces de l'ordre à la retraite comme contrôleurs dans les aéroports de New York et il demande au président Bush de tenir sa promesse, consistant en la fourniture de ressources fédérales à la ville de New York, à hauteur de 20 milliards de dollars d'aide supplémentaire.
En 2011, Ackerman vote en faveur de la prolongation des dispositions du PATRIOT Act  et se prononce pour le National Defense Authorization Act (NDAA) pour l'exercice 2012.

### Problématiques à l'échelle des États
Gary Ackerman contribue à forcer l'État d'Hawaï à modifier sa législation, qui interdit aux personnes aveugles d'amener leur chien-guide avec elles sur les îles. Le membre du Congrès préside aussi une enquête parlementaire, composée notamment d'une audience bipartite, visant à déterminer si les responsables de la ville de New York et de Long Island ont correctement utilisé la pulvérisation de malathion lors de l'épidémie du virus du Nil occidental. Il obtient également des fonds fédéraux pour lutter contre un retour du virus.

## Vie privée
Gary Ackerman vit sur une péniche nommée Insubmersible II à Washington, D. C. et réside par ailleurs à Roslyn Heights dans le comté de Nassau avec sa femme Rita, après avoir déménagé d'une maison à Jamaica Estates, dans le Queens qu'ils vendent pour un million de dollars en 2008. Les Ackerman ont trois enfants : Lauren, Corey et Ari. Gary est photographe amateur, philatéliste et passionné de navigation de plaisance. Scout, il a également reçu l'Eagle Scout.
Lors de la réunion de 2006 du Conseil international des parlementaires juifs (CIJP), Ackerman est élu à l'unanimité au poste de directeur de l'organisation. Il est nommé diplômé honoraire de l'Académie de la marine marchande pour son soutien continu à l'académie de service située à Kings Point, dans l’État de New York.

## Accusation d'agression sexuelle
Dans les années 1960, Gary Ackerman est directeur du camp scout de Ten Mile River. En 2019, un ancien scout intente une action en justice, l'accusant de l'avoir caressé et de l'avoir forcé à lui faire une fellation. L'abus présumé daterait de 1966, alors qu'Ackerman avait 23 ans et son accusateur 17. Gary Ackerman nie tout acte répréhensible, mais démissionne de son poste de consultant auprès du département de la fonction publique du comté de Suffolk,.